# نظریه قوی سیاه

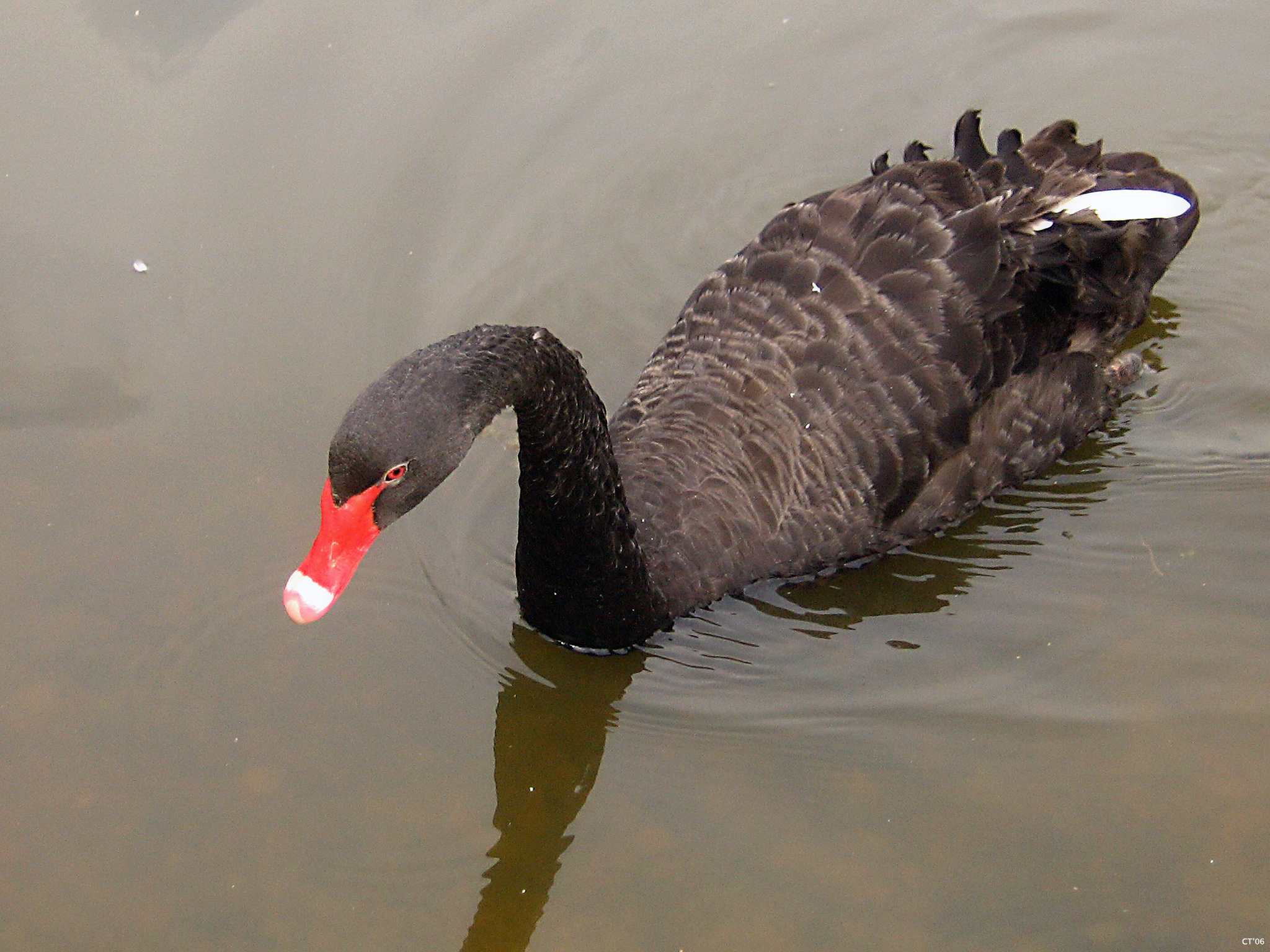
قوی سیاه

نظریه قوی سیاه، استعاره‌ای است که به اثرات شدید ناشی از برخی از رویدادهای غیرقابل‌پیش‌بینی و نادر و همچنین تمایل انسان به یافتن توضیحاتی ساده و دم دستی برای این رویدادها می‌پردازد. این نظریه در سال ۲۰۰۷ توسط نسیم نقولا طالب در کتابی تحت عنوان کتاب قوی سیاه مطرح شد. نسیم طالب در این کتاب اشاره به رخدادهای بسیار نادر و مهمی دارد که به‌طور معمول کسی انتظار وقوع آنها را ندارد.

## ریشه
قوی سیاه استعاره‌ای است از پیشامدهایی که مشاهده آن‌ها شگفت‌انگیز و بسیار نادر است و چون کسی به طور معمول انتظار وقوع آن‌ها را ندارد، توده‌های مردمی در توجیه دلایل وقوع چنین پدیده‌هایی گاه به استدلال‌های غیرعقلانی و حتی خرافی روی می‌آورند. فارغ از اندیشه توده‌ها، در توجیه علت و عواقب این پدیده‌ها معمولاً بین روشنفکران و خردگرایان نیز هنگامه‎ای از اختلاف نظر و کشمکش‌ها پدید می‌آید که ممکن است دهه‌ها و سده‌ها به نتیجه نرسد.
وجه تسمیه این پدیده ریشه در فرهنگ غرب دارد که قوی سفید را مظهر پاکی تصور می‌کردند و از آن‌جایی که بیشتر مردم قوی سیاه را ندیده بودند، وجود آن را مظهر شیطان و نماد شرّ و جادوگری می‌پنداشتند. این اسطورهٔ دیرینه چنان ریشه در باور مردم غرب داشته که در باله دریاچه قو (اثر پیوتر ایلیچ چایکوفسکی) نیز الهام‌بخش موسیقی‌دان‌ها و ادیبان بوده است. در این باله که در سال ۱۸۷۷ در «بالشوی تئاتر مسکو» روی صحنه رفت، قوی سیاه جادوگری است که می‌کوشد شاهزاده زیگفرید را فریب دهد.
با کشف قاره استرالیا، مهاجرینی که به این سرزمین هزاران ساله پای گذاشتند در کمال شگفتی در جنوب این قاره با دسته‌هایی پرشمار از قوی سیاه مواجه شدند که بین آن‌ها فقط قوی سفید موجب تعجب بود. آن‌ها این نوع قو را با خود به اروپا بردند و باور قوی سیاه، دست‌کم به عنوان مظهر شرّ و ناپاکی، به تدریج در تخیل مردم رنگ باخت.
استعاره قوی سیاه برای نخستین بار توسط نسیم طالب در قوی سیاه (کتاب) در بحث احتمال و آمار برای پدیده‌هایی با سه ویژگی زیر به کار گرفته شد:
1. پیشامدهایی به شدّت نادر، غیرقابل پیش‌بینی و بسیار دورتر از میانگین با احتمال وقوعی بسیار ناچیز ولی بسیار جنجالی و تأثیرگذار. (مثل اعلام یافتن انسان تکامل‌یافته با قد ۵ سانتی‌متر).
2. پیامدهای وقوع چنین پیشامدهایی نادر و اثرگذار (consequences) به کل غیرقابل پیش‌بینی است. بدین معنی که حتی اگر بتوانید احتمال وقوع چنین رخدادهایی را در مقادیر بسیار ناچیز تخمین بزنید هرگز قادر نخواهید بود پیامدها و عواقب ناشی از وقوعِ آنها را در یک ساختار منظم علّت و معلولی پیش‌بینی کنید.
3. احتمال وقوع پایین و عدم مشاهده آنها در شرایط طبیعی باعث می‌شود که عوام در مورد آن‌ها دچار پیش‌داوری‌های خرافی، غیرمنصفانه و غیرمنطقی شوند. این رده از پدیده‌ها در طول تاریخ تأثیر بسیار شگرفی بر جوامع بشری و نحوه زندگی آن‌ها داشته. برای مثال برخی از قبایل بدوی، زلزله را خشم خدایان تلقی و برای فرونشاندن این خشم انسان قربانی می‌کردند.

نسیم طالب رخدادهای «جنگ جهانی اوّل»، «فروپاشی شوروی سابق»، «ابداع و ظهور وب» و «حمله سپتامبر ۲۰۰۱ به برج‌های دوقلو» را در رده رخدادهای قوی سیاه قرار داده است.
اگر بخواهید در مورد رخدادی قضاوت کنید و آن را پدیدۀ قوی سیاه بنامید باید آن رخداد با ویژگی‌های زیر مشاهده شود:
1. از منظر مشاهده‌گرهای متعدد (تقریباً کلّ جامعة آماری) آن رخداد شگفت‌انگیز و نامحتمل باشد.
2. حدوث آن رخداد پیامدهای بسیار عظیم و غیرقابل‌پیش‌بینی به جا بگذارد.
3. با ثبت مشاهده وقوع، دلایل حدوثِ آن در بستری عقلانی و منطقی قابل‌توجیه باشد و بتوان برای کاهش پیامدهای آن در رخدادهای بعدی (هرچند بسیار دور و بعید) برنامه‌ریزی کرد.

## شبکه‌های رایانه‌ای
یکی از پرسش‌های اصلی در حوزه شبکه‌ها و سیستمهای کامپیوتری این است:
این که چه پدیده‌هایی در دنیای شبکه‌ها و سیستم‌های رایانه‌ای می‌تواند در رده پدیده‌های قوی سیاه دسته‌بندی شود و برای مدیریت بحران ناشی از وقوع این پدیده‌ها باید چه سیاستی را در پیش گرفت و چقدر هزینه کرد؟ فروپاشی کل زیرساخت اینترنت آیا می‌تواند به مثابه جنگ جهانی سوم تلقی شود؟ بی‌تردید همین خواهد بود! ولی افزون بر این موضوعات کلان، موضوعات فنی‌تر و جزیی‌تری از ساختار سیستم‌های عامل، نرم‌افزارها و سخت‌افزارهای جهان‌شمول و مسائلی از این نوع هستند که می‌توانند در رده پدیده‌های قوی سیاه قرار بگیرند.